# Ильма (приток Малявы)
Ильма — река в Кесовогорском и Сонковском районах Тверской области России. Левый приток реки Малявы. Длина реки составляет 11 км, впадает в реку Маляву за 1,4 км до её устья на реке Корожечна.

## Данные водного реестра
Относится к Верхневолжскому бассейновому округу, код водного объекта в государственном водном реестре — 08010100912110000004444.